# The Big Bang Theory (episodio de Padre de familia)
The Big Bang Theory (titulado La teoría del Big Bang en Hispanoamérica y España) es el episodio 18 de la novena temporada de la serie de comedia animada Padre de familia. Se emitió por Fox en los Estados Unidos el 8 de mayo de 2011. Este episodio sigue a Stewie y Brian en su búsqueda por evitar qu el malvado medio hermano de Stewie Bertram retroceda en el tiempo hacia el período del Renacimiento y mate a Leonardo da Vinci, que es una parte de la ascendencia de Stewie, con el fin de prevenir que Stewie exista. El episodio fue escrito por David A. Goodman y dirigido por Dominic Polcino.

## Trama
Después de no poder darle una buena respuesta de un chiste a Brian, Stewie regresa en el tiempo para hacerlo de nuevo, antes de seguir molestando continuamente a Brian. Finalmente, Brian lo atrapa en el interior de la máquina del tiempo. Al pelear por los controles, ellos son transportados accidentalmente fuera del continuo espacio-tiempo, donde las leyes de la física no se aplican y donde el control de retorno no puede llevarles a casa. Stewie decide hacer un esfuerzo arriesgado para sobrecargar el control de retorno para llevarles de vuelta al continuo espacio-tiempo. Stewie después determina que él fue la causa del Big Bang, ya que la radiación de fondo que creó el universo coincide con la firma de su control de retorno todo debido al bucle de causalidad de la paradoja de predestinación temporal.
Cuando Stewie consigue su plutonio para alimentar el control de retorno, Bertram se entera de la máquina del tiempo y se cuela en la casa de los Griffin para matar al antepasado de Stewie, con el fin de evitar que alguna vez haya nacido. Por desgracia, como Stewie y Brian lo descubren, al impedir que el primero vaya a nacer, y así Stewie no habría sido capaz de iniciar el Big Bang, creando de esta forma una paradoja que comienza a borrar toda la existencia. Stewie le explica esto a Brian y le dice que tendrán una sola oportunidad de regresar a la actualidad ya que Bertram se robó el control de retorno.  Brian y Stewie regresan después quince minutos antes de que llega Bertram al pasado para impedirle matar al antepasado de Stewie, que resulta ser Leonardo da Vinci. Stewie adivina que dado que él y Bertram tienen el mismo padre, pero no la misma madre, Leornado da Vinci debe estar del lado de la familia de Lois o bien estaría Bertram borrándose a sí mismo así también si mata a Leonardo da Vinci. Cuando Bertram llega al pasado, le lanza un cuchillo a Leonardo da Vinci, obligando a Stewie a bloquear el ataque. Stewie luego trata de matar a ertram con el cuchillo pero Bertram golpea a Stewie antes de que pudiera hacerlo. A continuación, utiliza la máquina voladora de Leonardo para volar. Dado que Stewie necesita el control de retorno para volver al presente, él utiliza el ornitópero de Leonardo para perseguir a Bertram, y termina luchando en mitad del aire con él. Stewie le dispara un misil magnético a Bertram pero él se lanza de la invención de Leonardo da Vinci y activa su paracaídas para que pueda caer al suelo con seguridad. Bertram toma una ballesta y pone a Stewie, Brian y Leonardo bajo la mira. Stewie le dice a Bertram que él creó el universo y que si es borrado, todo el universo desaparecerá para siempre. Pero Bertram dice que para él, con borrar a Stewie vale la pena destruir el universo y le dispara a Leonardo en el pecho con una ballesta. Enfurecido, Stewie le dispara a Bertram en el pecho y en la cabeza con la misma ballesta, matándolo.
A pesar de que Leonardo está muerto, el universo todavía existe. Stewie así concluye que debe ser su propio antepasado. Él envía a Brian de nuevo a la actualidad, donde llega una carta de la Santa Sede, detallando que Stewie se ha enterrado en un tubo criogénico debajo de la casa de los Griffin. Una vez que es desenterrado y descongelado, Stewie le informa a Brian que puso su ADN en una jeringa y lo inyectó en la novia de Leonardo (varias veces). Stewie trae una vela de la época de Leonardo, dejando a Brian (que en realidad le había hecho traer de vuelta uno de los cuadernos originales de Leonardo) molesto.

## Producción y desarrollo

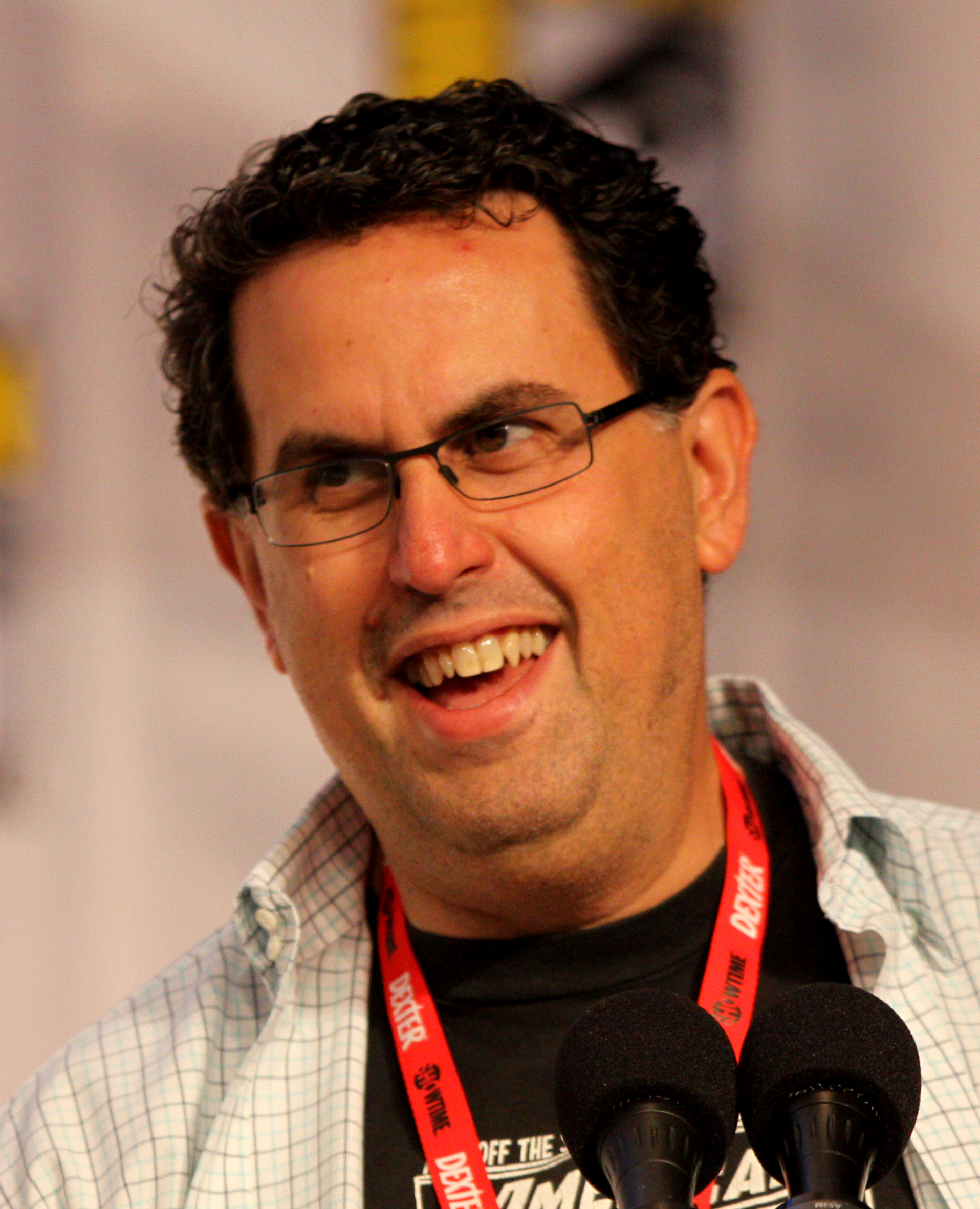
David A. Goodman escribió el episodio.

The Big Bang Theory inicialmente estaba destinado a ser transmitido como el episodio diecisiete de la novena temporada de Padre de familia, transmitiéndose una semana después de la segunda parte de un crossover ficticio entre American Dad!, The Cleveland Show, y Padre de familia. Sin embargo, sólo dos días antes de su emisión planificada, fue anunciado por el ejecutivo de la división de entretenimiento de Fox Broadcasting Company que el evento fue aplazado hasta la semana siguiente, debido a una serie de tornados que mataron a casi 300 personas en el sur de Estados Unidos.